# Marek Raczkowski
Marek Raczkowski (ur. 21 lutego 1959 w Warszawie) – polski artysta plastyk, malarz, rysownik, plakacista i satyryk.

## Życiorys
Ukończył studia na Wydziale Architektury Wnętrz Akademii Sztuk Pięknych w Warszawie. Zajmował się malarstwem, plakatem, scenografią i projektowaniem mebli. Jako rysownik zadebiutował w 1992 roku. Od 1993 roku był stałym rysownikiem tygodnika „Polityka”. Jego rysunki ilustrowały teksty w „Obserwatorze codziennym”, „Życiu”, „Gazecie Wyborczej”, Przez 12 lat, do września 2013, był rysownikiem „Przekroju”. Od października 2013 do końca sierpnia 2015 w każdy poniedziałek, środę i piątek portal Gazeta.pl publikował nowe prace Raczkowskiego. Laureat Grand Press 2003 w kategorii publicystyka, nagrody Fundacji Kultury Polskiej przyznanej mu w 2004 przez Sławomira Mrożka.
W 2006 roku złożono doniesienie do prokuratora w związku z podejrzeniem znieważenia flagi państwowej przez Marka Raczkowskiego. Sprawę umorzono.
Jest autorem okładki płyty rapera Łona pt. Absurd i nonsens.
W 2013 roku nakładem wydawnictwa Czerwone i Czarne ukazał się wywiad z Markiem Raczkowskim pt. „Książka, którą napisałem, żeby mieć na dziwki i narkotyki”, natomiast w roku 2015 wydawnictwo Pascal opublikowało wywiad pt. „Książka, którą napisałem, żeby mieć na odwyk”. Rozmowy przeprowadziła Magda Żakowska.

## Publikacje
- Historyjki obrazkowe : tak się rysuje!, Wydawnictwo Znak 2004
- Przygody Stanisława z Łodzi, Wydawnictwo Znak 2005